# أغنية مرسومة

تتميز العديد من شرائح الفوانيس السحرية بتأثيرات "العرض المذاب"، مثل هذا الزوج من " The Little Old Log Cabin in the Lane "

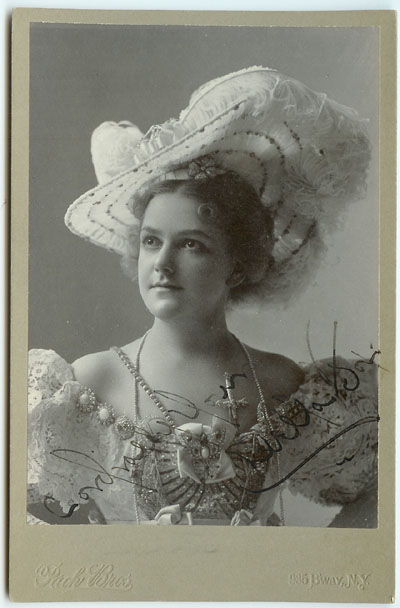
كانت ديلا فوكس واحدة من العديد من الفنانين الذين كان غنائهم و/أو عزفهم جزءًا من الأغاني المرسومة.

الأغنية المرسومة (بالإنجليزية: illustrated song) نوع من فنون الأداء التي تجمع بين الموسيقى الحية أو المسجلة مع الصور المعروضة كان هذا الشكل من الترفيه شائعًا جدًا في الولايات المتحدة خلال أوائل القرن العشرين.
عادةً ما يتكون العرض المباشر من مطرب يرافقه عازف بيانو. استخدمت التسجيلات الموسيقية في عدة أماكن، مثل دور الفودفيل التي تستضيف المغني والعازف مباشرة، أو قنوات النيكلوديون. كانت أجهزة النيكلوديون آلات تشبه الممرات، تعمل عن طريق تدوير مقبض ميكانيكي لتشغيل آلية داخلية تُشغل تسجيلًا صوتيًا، وتحتوي على نافذة عرض تشبه حاجب الشمس تعرض صورًا ثابتة مصاحبة تُعرض من شرائح زجاجية، بالإضافة إلى بطاقات قابلة للقلب.
كانت هذه البطاقات عبارة عن سلسلة من الصور تُقلب بالتتابع عبر آلية النيكلوديون، محاكاة لفيلم سينمائي. سُميت بـ "نيكلوديونز" لأن تشغيل الآلية كان يتطلب قطعة نقدية من فئة خمسة سنتات، مما يسمح للمشاهد ببدء العرض. كانت الصور مرسومة بالألوان يدويًا، أو تُصور بالأبيض والأسود ثم تُلون يدويًا. عادةً ما كانت الأغنية الواحدة مصحوبة بـ 12 إلى 16 صورة مختلفة توضح كلمات الأغنية بشك متسلسل. استخدمت كبائن العرض إما أجهزة عرض مجسمة مزودة بجهازي عرض أو آلات تجمع بين عرض الشريحتين، أو عرض صور متحركة . غالبًا ما كانت الأغاني المصورة تسبق الأفلام الصامتة و/أو تحدث أثناء تغييرات البكرات ، لكن بعض الأماكن اعتمدت بشكل أساسي على الأغاني المصورة وحدها. على الأقل عشرة آلاف مسرح صغير في جميع أنحاء البلاد عرضوا أغاني مصورة. تم اعتبار الأغاني المصورة أداة ترويجية قيمة لتسويق النوتة الموسيقية . تم تشجيع مشاركة الجمهور، كما ساعدت العروض المتكررة أيضًا في تشجيع مبيعات النوتات الموسيقية.
بدأ العديد من نجوم السينما مسيرتهم المهنية كعارضين أزياء قاموا بتوضيح كلمات الأغاني من خلال سلسلة من شرائح الأغاني. ومن بين هؤلاء النجوم روسكوي أرباكل ، وفاني برايس ، وإيدي كانتور ، وجورج جيسيل ، وأليس جويس ، وفلورنس لورانس ، ونورما تالمادج .
أول أغنية مصورة هي "الطفل الصغير الضائع" التي صدرت عام 1894. حققت الأغنية نجاحًا كبيرًا على مستوى البلاد، حيث بيعت أكثر من مليوني نسخة من نوتاتها الموسيقية. يعود الفضل في هذا النجاح بشكل رئيسي إلى العروض المصورة التي أُعتبرت كأول "فيديو موسيقي".
 

## روابط خارجية
- فيديو موسيقي بأسلوب 1900 على قناة PBS Kids Go!
- "خذني إلى المباراة" على اليوتيوب
- " وداعًا يا فتاة، وتذكريني" أغنية مصورة [مع فيديو]، الذهاب إلى العرض .

قالب:Pop music